# Els hereus de la nit
Els hereus de la nit (en anglès, Heirs of the Night; en noruec, Nattens arvinger; en alemany, Die Erben der Nacht) és una sèrie de televisió creada i escrita per Maria von Heland i Diederik van Rooijen, i dirigida pel mateix Van Rooijen. La història està basada en la sèrie de llibres Die Erben der Nacht d'Ulrike Schweikert. S'ha doblat al català pel canal SX3, que va estrenar-la el 15 d'octubre de 2023.

## Sinopsi
La sèrie està ambientada el 1889 i se centra en nens amb poders especials —hereus de diversos clans de vampirs repartits per Europa— que assisteixen a l'escola de vampirs. Els clans van ser creats per Dràcula, que els va donar a cadascun un robí amb poders especials. El personatge principal, una noia de 14 anys anomenada Alisa, descobreix el seu poder únic, que és una llum màgica anomenada "espurna". La sèrie explica com l'Alisa gestiona el seu poder únic, alhora que tracta els problemes quotidians dels adolescents.

## Repartiment
- Anastasia Martin com l'Alisa dels Vamalia
- Ulrik William Græsli com en Lars dels Dracas
- Aisling Sharkey com l'Ivy dels Lycana
- Jordan Adene com en Malcolm dels Vyrad
- Charlie Banks com a Tammo dels Vamalia
- Liam Nicolosi com a Luciano dels Nosferas
- Ines Høysæter Asserson com a Inger dels Dracas
- Scarlett Rousset com a Joanne dels Pyras
- Lance West com a Nicu
- Finian Duff Lennon com a Seymour dels Lycana
- Mina Dale com la Fanny dels Dracas

## Episodis

### Temporada 1 (2019)
| Núm. total | Núm. de la temporada | Títol                                                           | Data d'emissió original | Data d'emissió a Catalunya      |
| --- | -------------------- | --------------------------------------------------------------- | ----------------------- | ------------------------------- |
| 1 | 1                    | «L'Espurna» «The Spark»                                         | 25 d'octubre de 2019    | 15 d'octubre de 2023 (en línia) |
| En Lars dels Dracas, de Noruega, sent la profecia que prediu el futur dels vampirs: si els diferents clans no uneixen forces, s'extingiran. El seu pare fa una crida als Ancians dels altres clans per reunir-se al vaixell Elisabetha. Mentrestant, a Alemanya, l'Alisa dels Vamalia té un incident al mercat, on li veuen els ullals i els Màscares Vermelles la segueixen fins a casa seva, després d'haver conegut en Nicu, un noi humà. Els Vamalia han de fugir i arribar al vaixell. Aleshores Dràcula es desperta i l'Alisa descobreix que té l'Espurna. |                      |                                                                 |                         |                                 |
| 2 | 2                    | «L'acadèmia de vampirs» «Vampire School»                        | 25 d'octubre de 2019    | 15 d'octubre de 2023 (en línia) |
| L'Alisa aconsegueix fugir dels Màscares Vermelles amb l'ajuda d'en Hindrik, el seu vampir Ombra. Quan en Hindrik veu que té l'Espurna, li demana que no ho expliqui a ningú. Amb la seva àvia i el seu germà, l'Alisa s'embarca a l'Elisabetha. Aquella nit, els Hereus s'assabenten de què faran al vaixell tots junts: s'ensenyaran els uns als altres els poders especials dels seus clans, sota la supervisió dels comtes de Nosferas, a l'acadèmia de vampirs.                                                                                              |                      |                                                                 |                         |                                 |
| 3 | 3                    | «Dessantificació» «Deholyfication»                              | 25 d'octubre de 2019    | 15 d'octubre de 2023 (en línia) |
| Els Ancians s'acomiaden dels seus Hereus, que es queden a Itàlia amb el comte Claudio i la comtessa Viola dels Nosferas. En Malcolm dels Vyrad i en Lars s'escapoleixen de classe, i es perden la lliçó de dessantificació, que els hauria anat molt bé perquè acaben dins una església del poble. A l'Alisa li costa de fer amics, mentre continua tenint unes visions que no entén. Dràcula veu per primer cop l'Alisa, amb qui està connectada per mitjà de l'Espurna.                                                                                        |                      |                                                                 |                         |                                 |
| 4 | 4                    | «Hostes inesperats» «Uninvited Guest»                           | 1 de novembre de 2019   | 15 d'octubre de 2023 (en línia) |
| Dràcula converteix un taverner en la seva Ombra perquè li faci de servent. A l'Alisa li costa encaixar a l'acadèmia i els altres Hereus es burlen del seu poder, l'amor. Ella recorda que la seva mare se l'estimava molt però que haver de anar-se'n per un motiu molt important. Una vampira Upiry, la Tonka, transformada en rata, és al vaixell per robar els robins i portar-los al seu amo, Dràcula. De cop i volta, arriben una noia i un llop. |                      |                                                                 |                         |                                 |
| 5 | 5                    | «El lector del terrat» «The Rooftop Reader»                     | 1 de novembre de 2019   | 15 d'octubre de 2023 (en línia) |
| En Nicu i la seva mare, la Calvina, líder dels Màscares Vermelles, arriben a Itàlia. L'Alisa va a la biblioteca del poble i agafa un llibre sobre Dràcula i el Nus que ha vist amb l'Espurna. I hi troba en Nicu, que la convida a sopar. Al restaurant, la Tonka, després de mossegar una cambrera per agafar-li la roba, pren el llibre a l'Alisa. L'Alisa i en Nicu, que resulta que no portaven diners, proven de fugir de l'enrenou que es crea. |                      |                                                                 |                         |                                 |
| 6 | 6                    | «La fugida» «The Great Escape»                                  | 1 de novembre de 2019   | 15 d'octubre de 2023 (en línia) |
| Quan s'assabenta que al poble un vampir ha mossegat una cambrera, el comte Claudio convoca Ombres i Hereus per assegurar-se que tothom sigui a bord i que cap jove hagi begut vermell humà. En Lars ajuda l'Alisa a pujar al vaixell perquè ningú sàpiga que n'havia sortit. L'Alisa acaba explicant a en Hindrik que estava amb en Nicu, un noi humà, i en Hindrik li confessa que estima l'Ombra Rafaella tot i que sap que les Ombres tenen prohibit estimar.                                                                                                 |                      |                                                                 |                         |                                 |
| 7 | 7                    | «La maledicció de l'Espurna» «Curse of the Spark»               | 8 de novembre de 2019   | 15 d'octubre de 2023 (en línia) |
| L'Alisa confia a en Lars i l'Ivy el que li passa, i l'Ivy, al seu torn, li explica que ella i en Seymour van arribar al vaixell seguint la Tonka, que té el robí dels Lycana. En Hindrik envia la Rafaella a veure si els robins dels Nosferas estan segurs, i la Tonka acaba matant la Rafaella. L'Alisa segueix la Tonka al poble, i troba en Nicu i la seva mare, la caçadora de vampirs Calvina. |                      |                                                                 |                         |                                 |
| 8 | 8                    | «Una ombra sota el sol» «Shadow for the Sun»                    | 8 de novembre de 2019   | 15 d'octubre de 2023 (en línia) |
| L'Alisa, en Lars i l'Ivy aconsegueixen emportar-se un llibre sobre Dràcula que tenia la mare d'en Nicu a casa seva. Així obtenen més informació sobre Dràcula i Elisabetha. Dràcula, d'altra banda, va a buscar robí dels Belov a Rússia, mentre la Tonka, per acontentar-lo, prova d'hipnotitzar en Tammo, el germà de l'Alisa, perquè agafi el robí que la comtessa duu al coll. |                      |                                                                 |                         |                                 |
| 9 | 9                    | «El monstre» «Freak»                                            | 8 de novembre de 2019   | 15 d'octubre de 2023 (en línia) |
| L'Alisa està molt engrescada amb els nous poders que va adquirint per la connexió que té amb Dràcula, i els mostra a en Lars i l'Ivy. A en Hindrik tot això no li fa gens de gràcia. I, de fet, la noia s'acaba adonant que pot ser un perill per als que l'envolten i es tanca en una gàbia amb els animals. Mentrestant, com que en Lars passa molta estona amb l'Alisa i l'Ivy, en Malcolm se sent rebutjat. |                      |                                                                 |                         |                                 |
| 10 | 10                   | «El laberint de la ment» «Maze of the Mind»                     | 15 de novembre de 2019  | 15 d'octubre de 2023 (en línia) |
| Un caçador de vampirs fa patir Dràcula de valent i, a causa de la seva connexió amb ell, l'Alisa entra en una mena de coma. En Lars s'introdueix a la seva ment per mirar de despertar-la. Quan finalment ho aconsegueix, sembla que la noia ha perdut bona part dels poders que tenia. El comte Claudio se'n va a reunir-se amb els altres Ancians per parlar del despertar de Dràcula, mentre la Tonka intenta aprofitar-se de la feblesa d'en Malcolm. |                      |                                                                 |                         |                                 |
| 11 | 11                   | «Vermell humà» «Human Red»                                      | 15 de novembre de 2019  | 15 d'octubre de 2023 (en línia) |
| L'Alisa no sap si confiar en el Dracas pel que llegeix en el quadern de la seva mare que li ha donat en Hindrik. En Lars, però, li vol demostrar que ell és diferent. Els líders dels clans s'assabenten que Dràcula s'ha despertat, i en Malcolm beu vermell humà que li ha dut la Tonka. La Calvina vol que en Nicu l'acompanyi a una reunió dels Màscares Vermelles, però ell només acaba dient que sí quan l'Alisa el convenç d'anar-hi tots dos. |                      |                                                                 |                         |                                 |
| 12 | 12                   | «En els temps més foscos» «In the Darkest of Times»             | 22 de novembre de 2019  | 15 d'octubre de 2023 (en línia) |
| Al vaixell Elisabetha, la Tonka vol robar el robí dels Nosferas, que la comtessa Viola porta al coll. Quan l'Alisa troba els seus amics en perill, s'ofereix a la Tonka dient-li que té l'Espurna. La comtessa, que vol protegir l'Espurna, prova de salvar l'Alisa i els Hereus. L'Alisa diu a en Lars que confia en ell i allibera en Malcolm, que estava empresonat per haver begut vermell humà. Saben que els Màscares Vermelles venen cap al vaixell: cal estar tots units.                                                                                |                      |                                                                 |                         |                                 |
| 13 | 13                   | «Lluitar per viure una altra nit» «Fight to Live Another Night» | 22 de novembre de 2019  | 15 d'octubre de 2023 (en línia) |
| L'Alisa s'ha d'acostar a en Nicu per saber quins plans tenen els Màscares Vermelles, i ell acabarà sabent que la seva mare tenia raó sobre l'existència de vampirs. Mentrestant, els Hereus s'escarrassen a aprendre tantes coses com poden, per preparar-se per al combat. Quan els Ancians arriben, no veuen de bon ull el pla dels Hereus, i el comte Claudio haurà d'intervenir a favor seu. La cursa per trobar el Nus acaba de començar. |                      |                                                                 |                         |                                 |

### Temporada 2 (2020)
| Núm. total | Núm. de la temporada | Títol                                                  | Data d'emissió original | Data d'emissió a Catalunya      |
| --- | -------------------- | ------------------------------------------------------ | ----------------------- | ------------------------------- |
| 1 | 1                    | «Perdre la fe» «Losing Faith»                          | 1 de novembre de 2020   | 15 d'octubre de 2023 (en línia) |
| L'Alisa malda per desxifrar el trencaclosques de la seva mare sobre l'indret on hi ha en Nus. I també s'ha d'enfrontar als Ancians, que es volen desfer de la Calvina perquè suposa un perill per a ells, perquè és una Ombra de Dràcula. A Itàlia, Dràcula vol convèncer en Nicu que l'ajudi a canvi de tornar-li la seva mare. Quan l'Alisa sap que les Ombres poden tornar a ser humans, sense voler revela el secret de l'Ivy i la cosa encara empitjorarà més.                                              |                      |                                                        |                         |                                 |
| 2 | 2                    | «Lluitar contra la plata» «Fighting the Silver»        | 1 de novembre de 2020   | 15 d'octubre de 2023 (en línia) |
| En Lars s'afanya a portar l'Elisabetha a Noruega per mirar de salvar el seu pare de la plata que té dins el cos per l'atac de la Calvina. Mentrestant, en Nicu s'ha de guanyar la confiança dels Màscares Vermelles, tal com li ha dit Dràcula. Un cop a Noruega, la Noaidi diu que l'Alisa és l'única que pot ajudar el baró Magnus a vèncer la plata, però si no ho aconsegueix, podria ser que fos ella mateixa qui no tornés mai més.                                                                        |                      |                                                        |                         |                                 |
| 3 | 3                    | «La presó de la llum eterna» «Prison of Eternal Light» | 1 de novembre de 2020   | 15 d'octubre de 2023 (en línia) |
| Ara en Lars és el cap del seu clan, i ha de decidir el destí de l'Alisa i la Calvina. Mentrestant, l'Inger ajuda l'Alisa i l'Ivy a trobar la presó de la llum eterna, on l'Alisa pensa que hi pot haver la seva mare. Mentrestant, el general Ragnar, pare de l'Inger i oncle d'en Lars, sempre ha volgut ser cap del clan i acaba amenaçant els Ancians i els Hereus si no li donen els robins. |                      |                                                        |                         |                                 |
| 4 | 4                    | «L'enemic del meu enemic» «The Enemy of my Enemy»      | 1 de novembre de 2020   | 15 d'octubre de 2023 (en línia) |
| L'Alisa, encara en xoc per haver trobat la seva mare viva i empresonada, vol anar a buscar en Lars, a qui s'ha emportat el seu oncle. Però primer ella, l'Ivy i l'Inger han de salvar els altres Hereus d'uns llops i del sol que està a punt de sortir. Amb els Ancians tancats a la presó, alliberen la Calvina, perquè necessiten tota l'ajuda possible per salvar en Lars. A més, l'Ivy té una trobada amb la Noaidi.                                                                                        |                      |                                                        |                         |                                 |
| 5 | 5                    | «Tempesta a l'horitzó» «Storm on the Horizon»          | 1 de novembre de 2020   | 15 d'octubre de 2023 (en línia) |
| L'Alisa es veu obligada a aliar-se amb seu gran enemic, el caçavampirs Van Helsing, per trobar en Lars i també en Nicu, a qui veu amb Dràcula gràcies a l'Espurna. L'Anna, la mare de l'Alisa, diu a l'Ivy que cal que la seva filla vagi a Hamburg a buscar l'última peça del seu trencaclosques per trobar el Nus. Un cop són al vaixell, els amenaça una forta tempesta. |                      |                                                        |                         |                                 |
| 6 | 6                    | «L'última» «The Last One»                              | 1 de novembre de 2020   | 15 d'octubre de 2023 (en línia) |
| En Tammo i la Joanne, que han pujat al vaixell d'amagat, ajuden l'Ivy i l'Inger a resoldre el trencaclosques de l'Anna, i descobreixen que l'Alisa serà l'última que tindrà l'Espurna. L'Ivy, doncs, se les haurà d'empescar per convèncer l'Alisa que, en comptes d'anar primer a salvar en Lars i en Nicu, vagi de seguida a Hamburg a buscar la cova del Nus abans que sigui massa tard. |                      |                                                        |                         |                                 |
| 7 | 7                    | «Mals records» «Bad Memories»                          | 1 de novembre de 2020   | 15 d'octubre de 2023 (en línia) |
| L'Ivy veu com en Van Helsing copia d'amagat el mapa de la cova del Nus. El caçavampirs li diu que la còpia era per als Hereus, però la desconfiança entre ells augmenta. En Nicu i en Lars saben que Dràcula vol fer una parada a Transsilvània. L'Alisa va a l'antiga casa dels Vamalia a buscar la peça del trencaclosques que falta, però quan hi aconsegueix entrar amb l'Ivy i la Calvina, una persona que porta una Màscara Vermella les segueix.                                                          |                      |                                                        |                         |                                 |
| 8 | 8                    | «Traïció» «Double Crossed»                             | 1 de novembre de 2020   | 15 d'octubre de 2023 (en línia) |
| Dràcula vol passar per Transsilvània abans d'anar a Hamburg a buscar l'Alisa i el seu mapa, i pel camí en Nicu i en Lars posen les seves vides en perill per aturar-lo. L'Alisa, l'Ivy i en Hindrik estan empresonats pels Màscares Vermelles, i la Calvina s'empesca una manera de salvar-los. Un cop al vaixell, tenen clar que en Van Helsing els ha traït. L'Ivy es torna a trobar amb la Noaidi. |                      |                                                        |                         |                                 |
| 9 | 9                    | «Arriba l'hora» «A Long Time Coming»                   | 1 de novembre de 2020   | 15 d'octubre de 2023 (en línia) |
| En Nicu i en Lars han anat al castell de Dràcula, que recull els Upiry que hi tenia engabiats. En Van Helsing proposa un tracte a l'Alisa per vèncer Dràcula, però ella dubta perquè ara ja saben del cert que no es poden fiar d'ell. L'Ivy, com a nova Noaidi, s'assabenta que a l'Alisa se li acaba el temps per trobar i desfer el Nus, però perquè ho pugui fer necessiten vèncer Dràcula i el seu exèrcit.                                                                                                 |                      |                                                        |                         |                                 |
| 10 | 10                   | «Dues ments en una» «Two Minds as One»                 | 1 de novembre de 2020   | 15 d'octubre de 2023 (en línia) |
| Dràcula és ferit amb una bala de plata en la batalla que l'enfronta als Hereus i Van Helsing, i cau en un estat d'inconsciència i de somni que afecta l'Alisa a causa de la connexió que tenen tots dos. Els altres Hereus no poden fer altra cosa que esperar que l'efecte de la plata s'esvaeixi per recuperar la seva companya. I aquest no és l'únic entrebanc que tenen, perquè en Van Helsing ha fugit amb una colla de robins. Mentrestant, la mare d'en Nicu continua estant sota el control de Dràcula. |                      |                                                        |                         |                                 |
| 11 | 11                   | «Trobar vida» «Find Life»                              | 1 de novembre de 2020   | 15 d'octubre de 2023 (en línia) |
| L'Alisa i els Hereus han de fer pinya amb Dràcula per enfrontar-se a en Van Helsing. És l'única manera de recuperar els robins, el mapa de la cova... i en Malcolm i la Joanne. Elaboren un pla d'atac fent veure que li donaran els robins a canvi dels dos Hereus i el mapa, alhora que en Van Helsing els para una trampa. Mentre es preparen, l'Inger ajuda l'Ivy a provar de dominar la seva nova força interior.                                                                                           |                      |                                                        |                         |                                 |
| 12 | 12                   | «La cursa per arribar al Nus» «Race to the Knot»       | 1 de novembre de 2020   | 15 d'octubre de 2023 (en línia) |
| Comença la cursa per arribar al Nus. Sembla que Dràcula té els robins, el mapa i la clau, i un bon avantatge. Però els Hereus no es rendeixen. Saben que, un cop a la cova, hauran de superar cinc proves abans que l'Alisa pugui desfer el Nus, i també es van adonant amb temor que, quan tots tornin a ser humans, molts podria ser que no sobrevisquessin. |                      |                                                        |                         |                                 |
| 13 | 13                   | «Qui l'ha de desfermar» «The One to Untie it»          | 1 de novembre de 2020   | 15 d'octubre de 2023 (en línia) |
| A la cova, l'Alisa i els Hereus es van enfrontant a les proves d'humanitat, i cada cop n'hi ha algun que va quedant enrere: el seu germà, l'Ivy, en Nicu i en Lars... Quan els Hereus han obert totes les portes, Dràcula ho té més fàcil per arribar també al Nus. L'Alisa ara té el repte de recuperar la seva gent i, alhora, impedir que Dràcula desfaci el Nus..., per bé que ella s'estimaria més deixar les coses com estan.                                                                              |                      |                                                        |                         |                                 |

## Producció

### Desenvolupament
La sèrie va ser produïda per la productora neerlandesa Lemming Film en col·laboració amb Hamster Film, Maze Pictures, Tasse Film i Maipo Film.
El desembre de 2017, la sèrie va rebre una contribució econòmica de prop de 720.000 € de l'Incentiu per a la producció cinematogràfica dels Països Baixos. El març de 2018, la sèrie va rebre una altra aportació econòmica de prop de 250.000 €. Inicialment, estava previst que Marco van Geffen dirigís la sèrie. La productora letona Tasse Film va rebre 561.889 € per gravar part de la sèrie a Letònia.

### Càsting
L'11 de juny de 2018, es va anunciar que Monic Hendrickx, Sallie Harmsen i Benja Bruijning s'afegirien al repartiment.

### Rodatge
El rodatge principal va començar el 4 de juny de 2018 i estava programat fins al febrer de 2019. El rodatge va acabar el 22 de març de 2019. El rodatge va tenir lloc a Noruega, Letònia i Croàcia.